# Arycanda mixtilinea
Arycanda mixtilinea là một loài bướm đêm trong họ Geometridae.